# Casa Museo de Bulbul
Casa Museo de Bulbul (en azerí: Bülbülün ev-muzeyi) es el museo conmemorativo donde Bulbul vivía en los años 1937-1961.

## Historia
El museo fue establecido en 1976 por iniciativa personal de Heydər Əliyev. El 1 de julio de 1977 su mujer – Adelaida Mammadova fue nombrado director del museo. El museo conmemorativo fue inaugurado el 10 de junio de 1982.

## Exposición
El museo consta de cuatro habitaciones. En la exposición del museo se exponen fotografías, notas, pósteres, que reflejan la vida, la creatividad y la actividad pública del cantante.

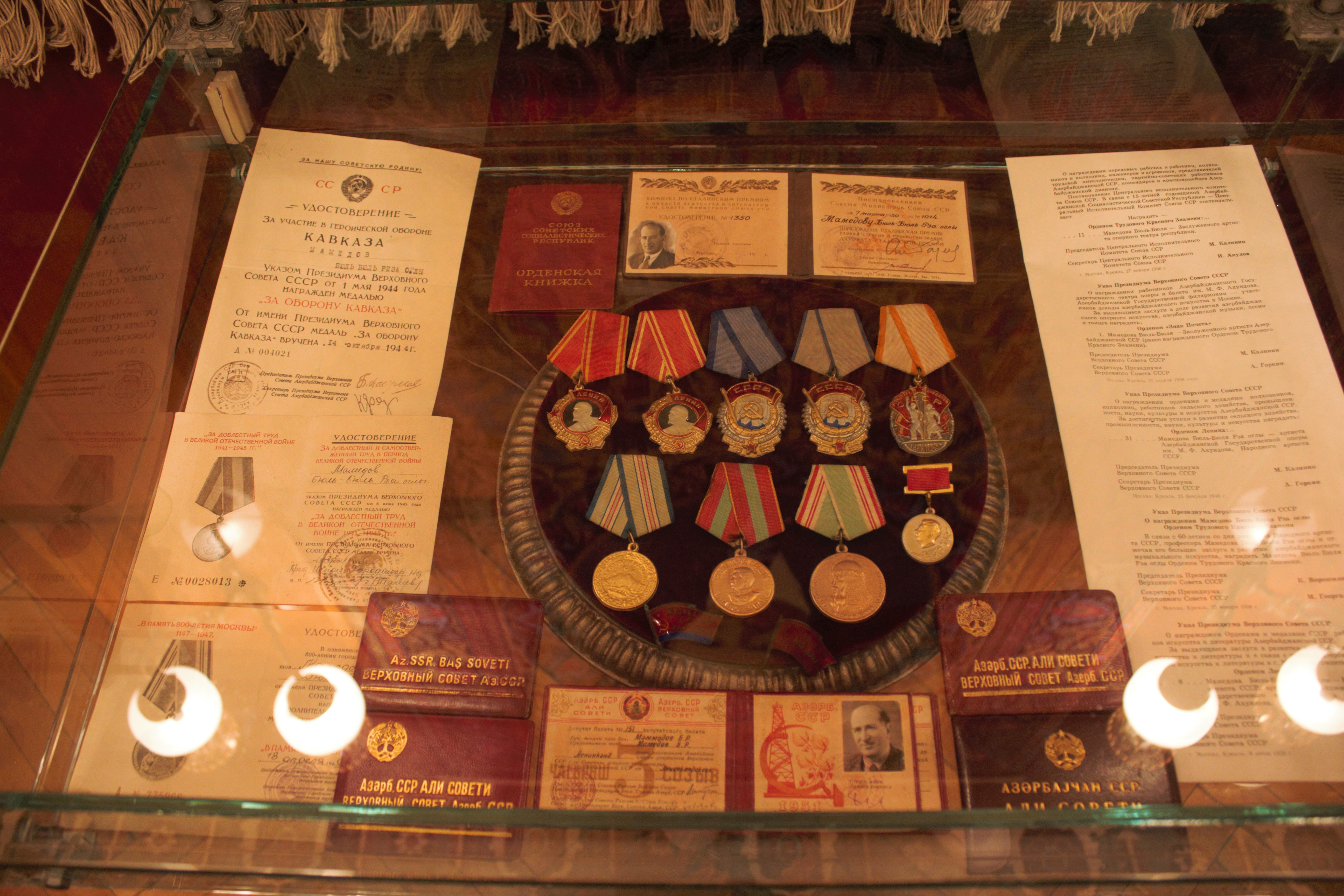
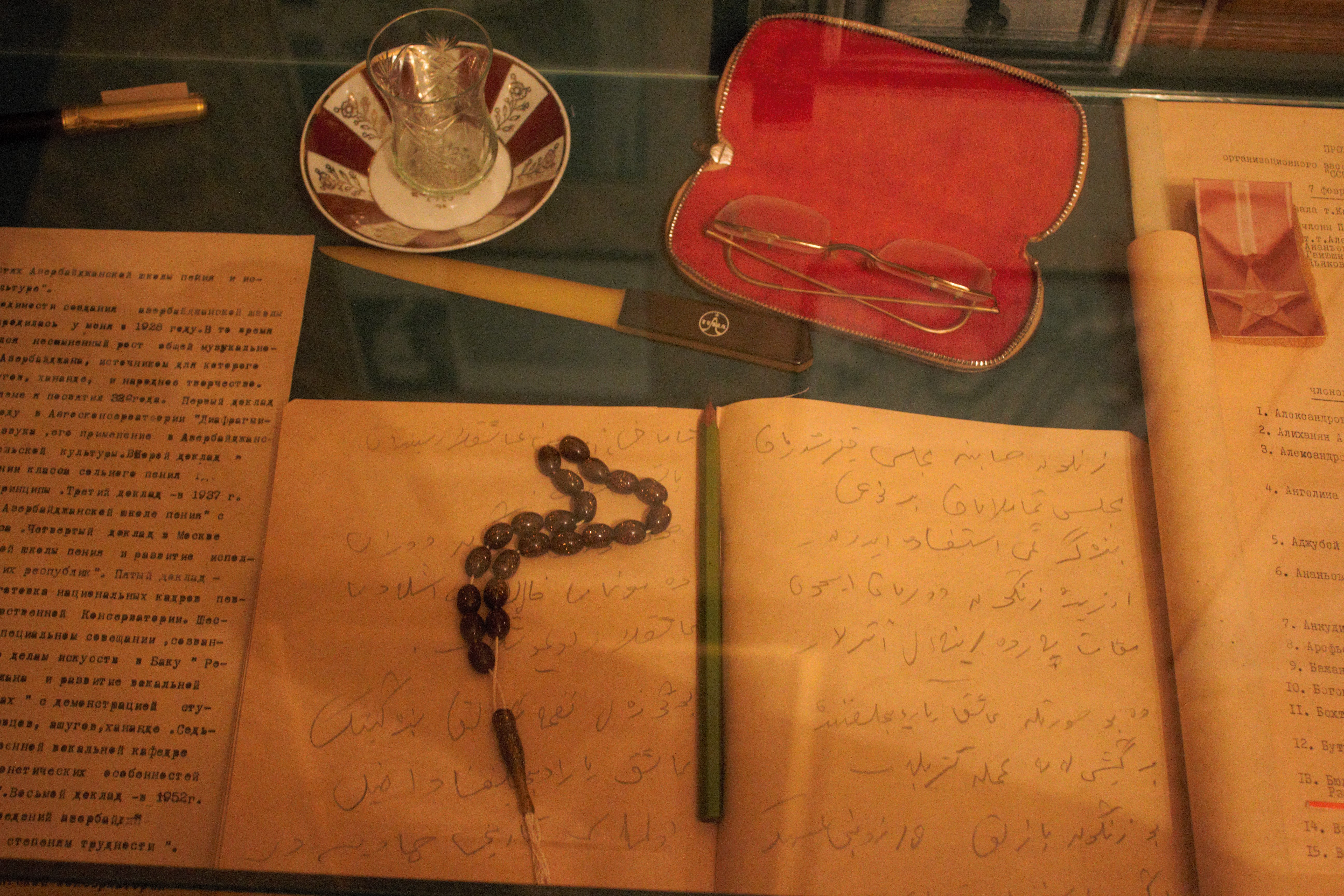
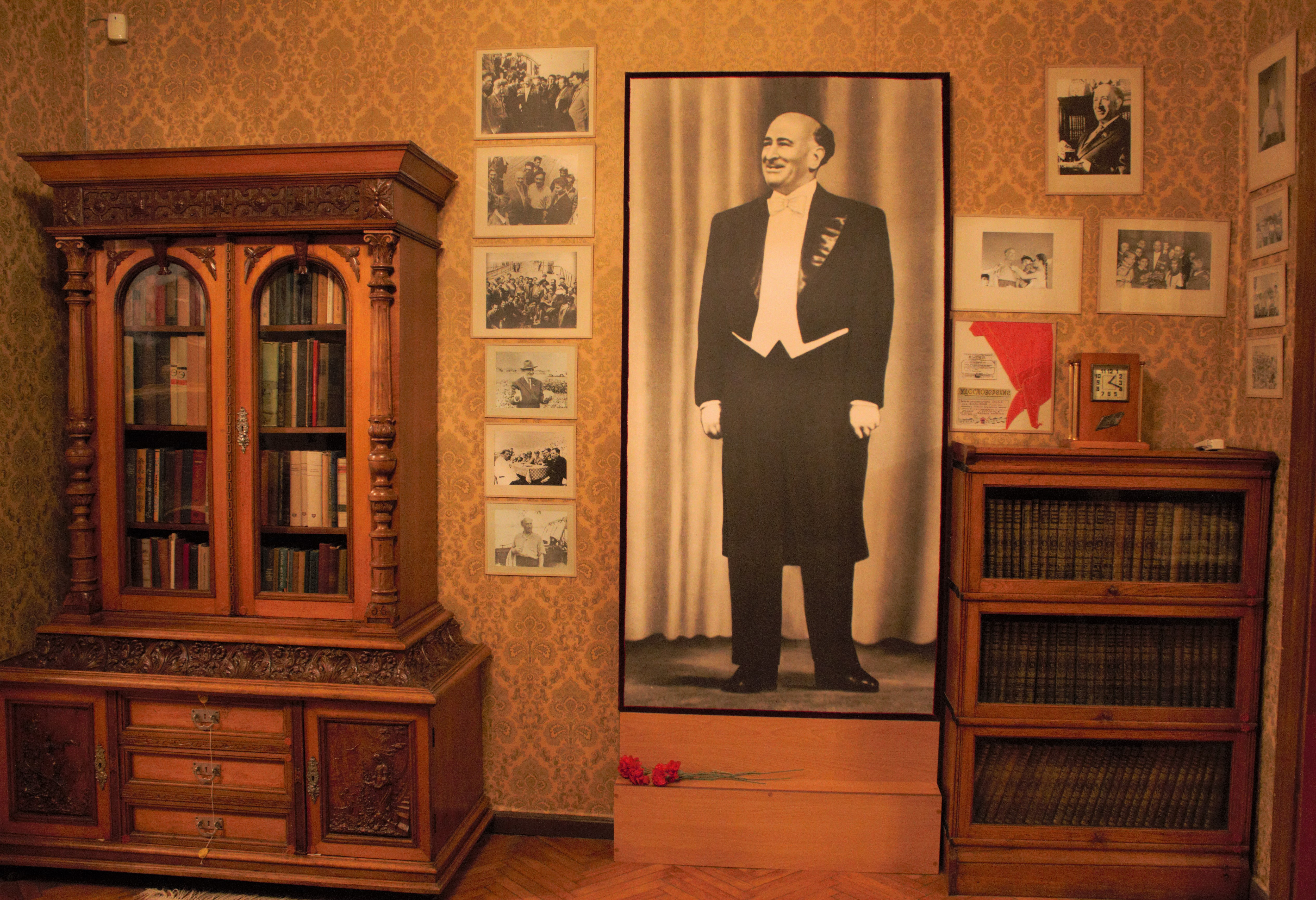
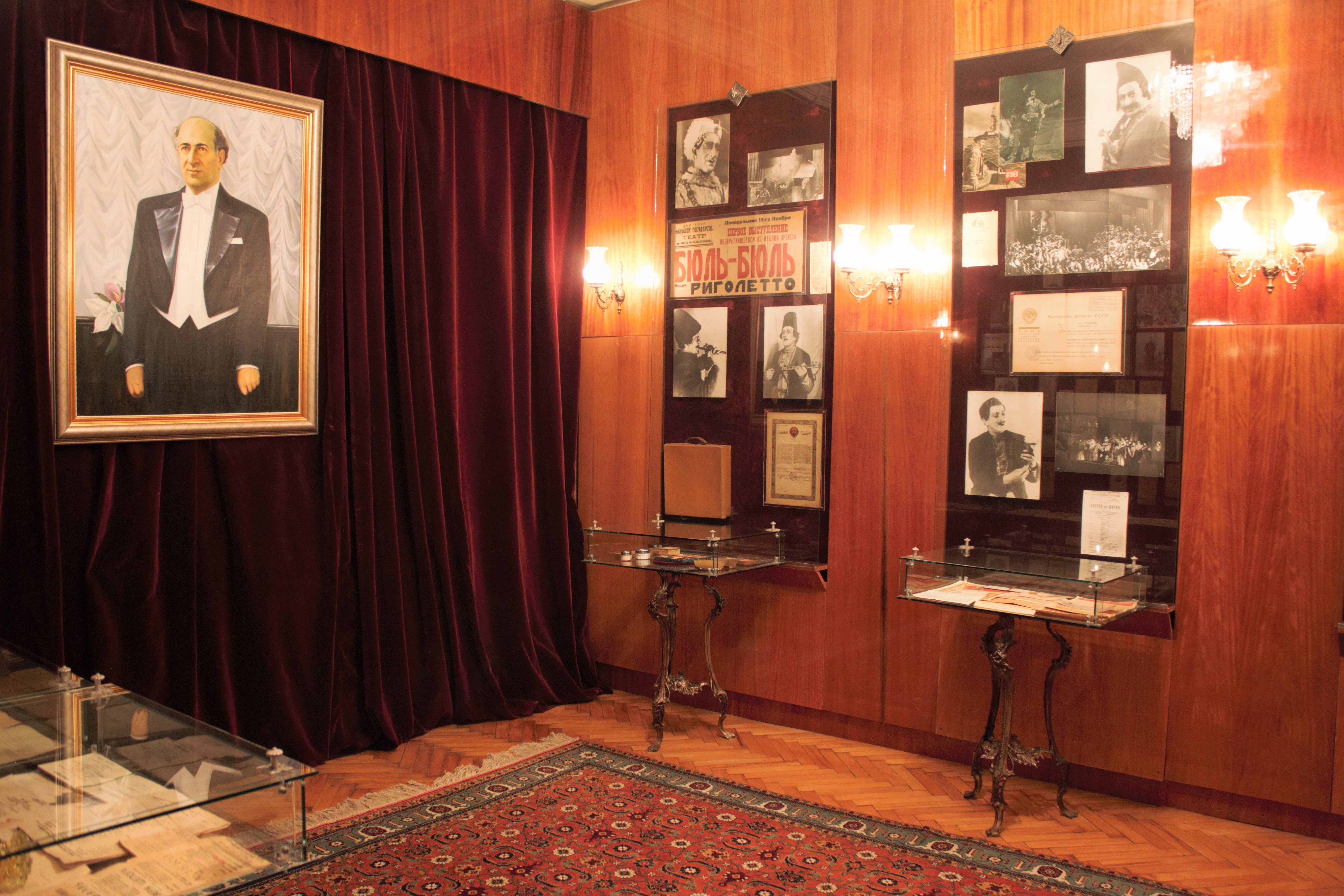
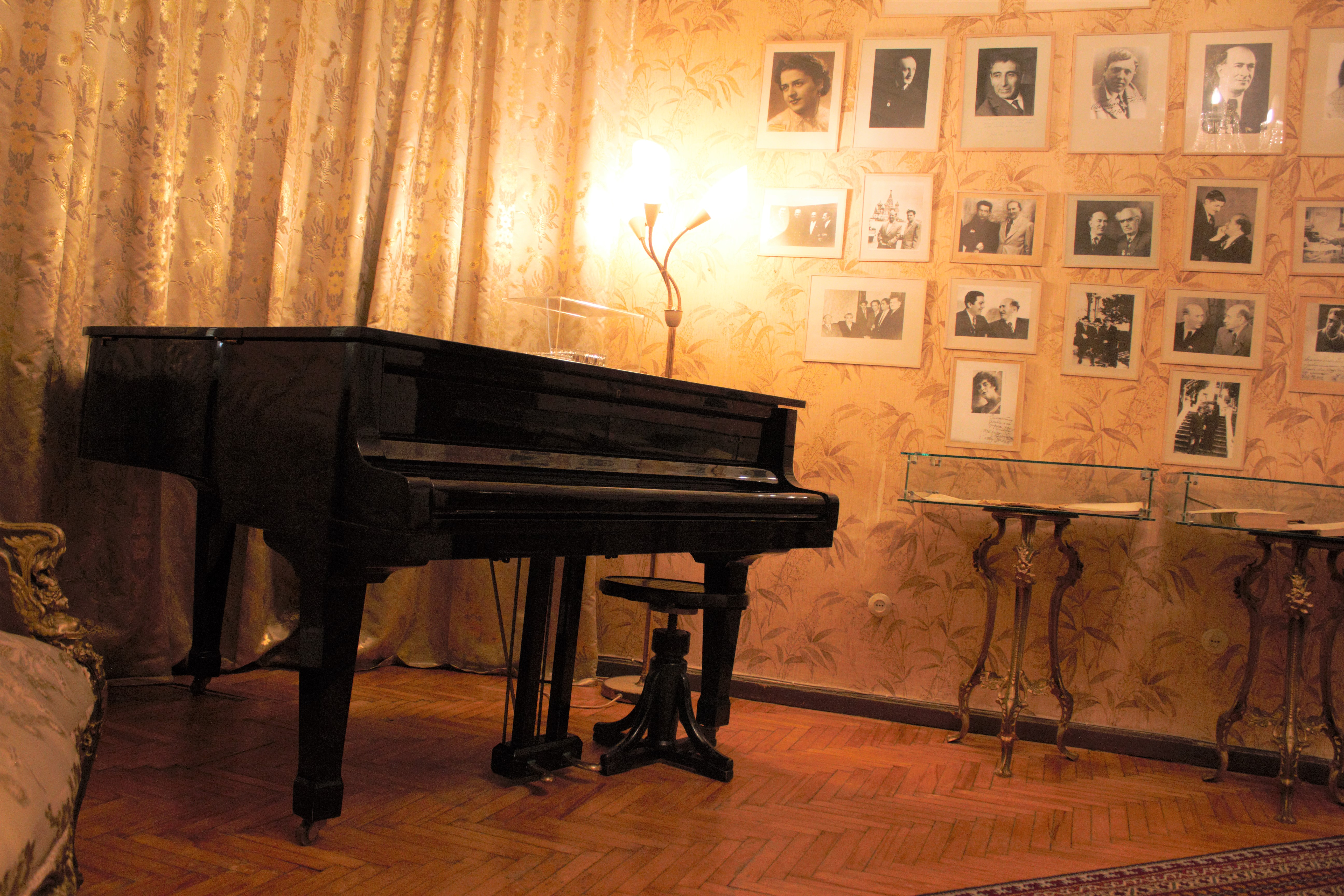
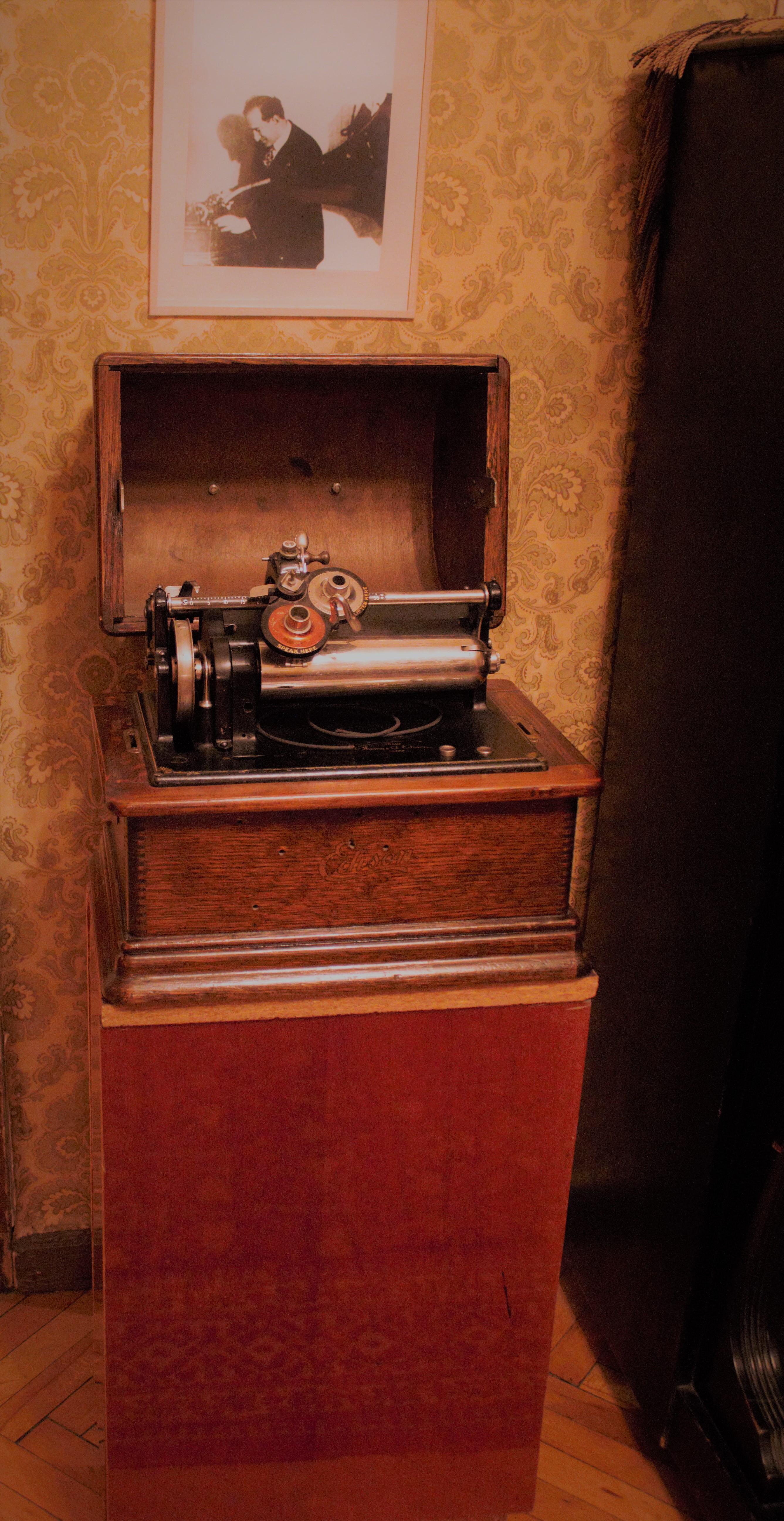